# Natrop
Natrop ist ein Ortsteil der Stadt Datteln am Ufer des Wesel-Datteln-Kanals. Auf dem Gebiet Natrops liegt auch die gleichnamige Bauerschaft Natrop. Natrop und die Bauerschaft haben 516 Einwohner (Stand: 30. Juni 2025). Die Schleuse Datteln befindet sich auch hier sowie der Freizeitpark Klaukenhof.

## Geographische Lage

### Natrop
Natrop liegt westlich vom Hötting, nördlich von der Stadtmitte und wird im Westen von Klostern umschlossen. Im Norden grenzt Natrop an seine Bauerschaft. In Natrop liegt der Wohnplatz Sutum, der auch als Standort der Deitermann Villa, einem bekannten Lost Place in der Gegend, gilt. Natrop befindet sich auf dem westlichen Ufer des Wesel-Datteln-Kanals.
Ein Industriegebiet namens Natrop existiert auch auf dem Gebiet. Einst war Natrop Sitz des Unternehmens Deitermann, das nach dem Zusammenschluss zur Saint-Gobain Weber GmbH an Relevanz verlor. Eine Fabrik von Saint-Gobain Weber steht in Natrop und stellt aktiv Baustoff her.

### Bauerschaft Natrop
Die Bauerschaft Natrop grenzt westlich an Klostern, im Norden an Sülsen in Olfen, im Osten an Pelkum und im Süden an Natrop. Die Schleuse Datteln, die zwischen 1925 und 1927 gebaut wurde, steht an dem südlichen Ufer der Bauerschaft. Die Bauerschaft Natrop ist umgeben vom Wesel-Datteln-Kanal im Westen und vom Dortmund-Ems-Kanal im Osten.

## Geschichte
Natrop wird bereits im Essener Kettenbuch als Nortdorpe erwähnt. In Natrop bestand der Hof Hötting, dem Namensgeber des Stadtteils Hötting. Hof Hötting hat bis 1658 den Grafen von Nesselrode gehört.

## Kultur
In Natrop wurde 1770 die Schützengilde Natrop-Pelkum e.V. gegründet.